# 2017年のイタリア
2017年のイタリア （2017ねんのイタリア）では、2017年のイタリアに関する出来事について記述する。

## 国家元首等
- 共和国大統領
  - 第12代: セルジョ・マッタレッラ （無所属、2015年2月3日 - ）
- 共和国首相
  - 第64代: パオロ・ジェンティローニ （民主党、2016年12月12日 - ）

## できごと

### 1月
- 1月9日 - 欧州各地を襲った厳しい寒波の影響で、この日までの数日間のうちに、ポーランドでは17人、イタリアでは8人、チェコでは6人など計40人以上が死亡した[1]。
- 1月18日
  - イタリア中部地震。午前10時25分、ラツィオ州アマトリーチェ付近で強い地震が発生し、以降連続して強い揺れが発生した[2]。強い揺れを感じた首都ローマでは、地下鉄や建物で大勢の人々が避難するなど騒ぎとなった[3]。
  - イタリア中部地震の被災地であるアブルッツォ州ファリンドラで雪崩が4階建てのホテルを直撃[4]。ホテルはほぼ全壊し、29人が死亡[5]。地震により雪崩が誘発したとみられている[6]（ホテル・リゴピアノ雪崩事故）。

- 1月20日 - ヴェネト州ヴェローナ近郊の高速道路で、バスが柱に衝突して炎上。乗っていた16人が死亡、36人が負傷。乗客の大半は、16歳から18歳のハンガリー人だった[7]。

### 2月
- 2月6日 - イタリア政府、厳しい寒波に伴う需要の急増で天然ガスの不足が懸念されるとして、非常事態を宣言。一般家庭向けのガス供給を優先、産業向けは削減する方向で検討する、とした[8]。

### 3月
- 3月16日 - シチリア島の活火山であるエトナ山で爆発的噴火。飛来した岩石や溶岩により10人が負傷[9]。

### 4月
- 4月15日 - 世界最高齢のエンマ・モラーノ、117歳で死去。1899年誕生の彼女は、1800年代生まれの世界最後の生存者とされてきた[10]。

### 5月
- 5月26日-27日 - シチリア島・タオルミーナで第43回先進国首脳会議（タオルミーナ・サミット）を開催[11]。

### 7月
- 7月7日 – 早朝、ナポリの東南に位置するカンパニア州トッレ・アンヌンツィアータで5階建てのアパートの半分が崩落し8人が死亡[12][13]。

### 8月
- 8月30日 - 第74回ヴェネツィア国際映画祭開幕。

### 9月
- 9月9日 - 第74回ヴェネツィア国際映画祭閉幕。最高賞である金獅子賞は、ギレルモ・デル・トロ監督の『シェイプ・オブ・ウォーター』が受賞。
- 9月10日 - イタリア中部各地が集中豪雨豪雨に見舞われ、洪水が発生。トスカーナ州リヴォルノで一家4人が犠牲になるなど6人が死亡。ローマやピサも冠水による被害が出ている[14]。

### 10月
- 10月1日 - アンジェリーノ・アルファノ外務大臣、ミサイル発射や核実験に抗議するため、北朝鮮が新たに指名した駐ローマ大使を追放処分にすると明らかにした。一方で外交関係は維持する考え[15]。
- 10月22日 - イタリア、ヴェネト州とロンバルディア州において自治権拡大を求める住民投票。ヴェネト州が投票率57.2%で98.1%、ロンバルディア州が投票率38.3%で95.3%が拡大へ賛成票を投じた[16]。

### 11月
- 11月13日 - 2018 FIFAワールドカップ・ヨーロッパ予選プレーオフでイタリア代表がスウェーデン代表と2戦合計0-1で敗れ、15大会ぶりのFIFAワールドカップへの予選敗退が決定[17]。

## 死去
- 1月5日 - レオナルド・ベネーヴォロ、建築家（1923年 -）
- 5月9日 - ロバート・マイルズ、音楽家（1969年 -）